# Abd al-Rahman al-Kawakibi
ʿAbd al-Raḥmān al-Kawākibī b. Aḥmad b. Masʿūd (in arabo  عبد الرحمن الكواكبي ‎?) (Aleppo, 1855 – Il Cairo, 1902) è stato un teologo siriano.
È stato un intellettuale e uno dei principali riformisti musulmani che ha agito verso la fine del XIX secolo e i primi del XX.

Egli si colloca nella corrente cosiddetta salafita riformista  ( Islah ) di Jamāl al-Dīn al-Afghānī, di Muhammad ʿAbduh e di Muhammad Rashīd Ridā.

## Biografia
Studiò la shari'a islamica e diverse lingue, tra cui l'arabo, il turco e il persiano, le grandi lingue veicolari della cultura islamica. Lavorò per il giornale al-Furāt (Eufrate) prima di prendere servizio nel giornale al-Shahbāʾ. Qui egli si espresse in modo ostile all'Impero ottomano e per questo fu incarcerato più volte ma, una volta liberato, decise nel 1899 di autoesiliarsi in Egitto per fuggire quel regime autoritario. In Egitto egli si unì alla cerchia d'intellettuali siriani già esistente, continuando a criticare l'Impero ottomano sui giornali locali egiziani.
Per lui, il regime ottomano - che giudicava dispotico - era un regime che aveva ogni interesse a rallentare lo sviluppo delle scienze nel mondo arabo. Ai suoi occhi, il solo mezzo di liberare la popolazione era quello di diffondere il sapere e la scienza.
Scrisse numerosi articoli e vari libri, in cui sviluppò un pensiero politico che parlava di relazioni fra la politica e la religione, senza necessariamente farle convivere, come invece pensa l'Islam tradizionale.

Scrisse due libri, il primo dei quali si intitola Tabaʿ al-istibdād (Le caratteristiche del dispotismo), che rappresenta appunto un'analisi del dispotismo. Influenzato dalle idee liberali, egli sperava nell'instaurazione di uno Stato arabo democratico, basato sulla shura (consultazione), in cui ci sarebbe stata una separazione dei poteri per evitare l'insorgere di un nuovo despota.
Il secondo libro s'intitola Umm al-Qura ("La madre dei villaggi", un sinonimo quindi di "metropoli"). In tal libro egli immagina una conferenza che raduni sapienti musulmani che cercano di analizzare la crisi della loro religione..
D'altro canto egli parteggiava per Rashid Rida, la certezza della superiorità religiosa degli arabi sugli altri musulmani. Faceva parte di quei religiosi musulmani che auspicavano la creazione d'una nazione araba libera e indipendente. Preconizzava ugualmente il ritorno del Califfato arabo espresso dalla famiglia del profeta che avrebbe potuto fungere da contrappeso del Califfato ottomano. Per lui:
Si trattava, a suo dire, di restaurare l'impero omayyade. D'altronde, nel suo libro Tabaʿ al-istibdād, egli si esprime a favore di una perfetta uguaglianza fra le religioni e per il rispetto fra credenti, al fine di preservare la solidarietà nazionale (tenendo conto che in Siria, come in Egitto, convivevano pacificamente da secoli le tre grandi religioni dell'Ebraismo, del Cristianesimo e dell'Islam):
Alla sua morte nel 1902, forti furono i sospetti che fosse stato avvelenato da agenti dell'Impero ottomano.